# 프라하 증권거래소

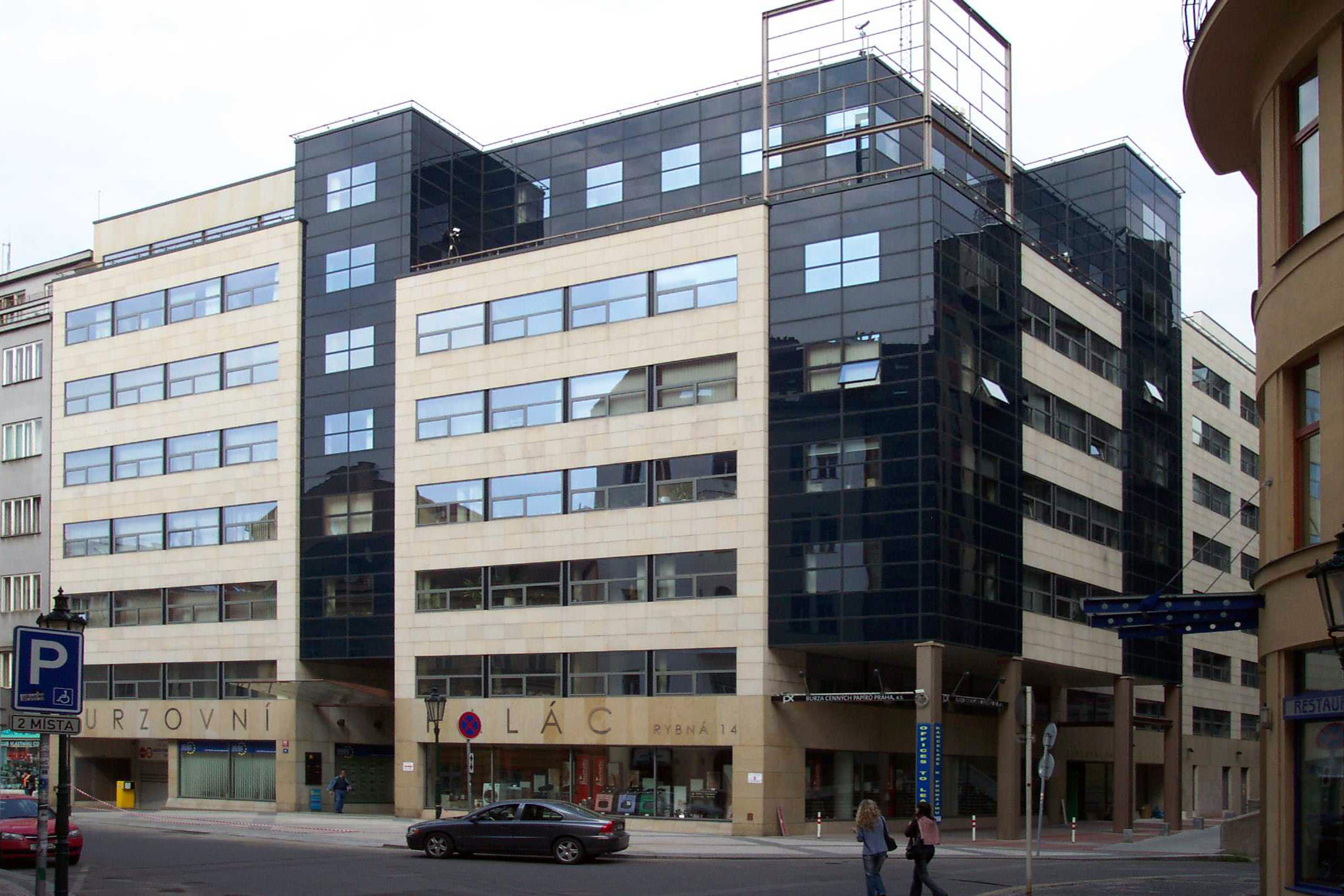

프라하 증권거래소(PSE, 체코어: Burza cenných papírů Praha)는 체코 프라하에 소재한 증권거래소이다.